# Congriscus
Congriscus és un gènere de peixos marins pertanyent a la família dels còngrids i a l'ordre dels anguil·liformes.

## Etimologia
Congriscus deriva del mot llatí conger (congre).

## Distribució geogràfica
Es troba a la conca Indo-Pacífica (les illes Maldives, Madagascar, Austràlia, Nova Caledònia, les illes Marqueses, Vanuatu, Fiji, Wallis i Futuna i les illes Filipines) i el Pacífic nord-occidental (el Japó i el corrent de Kuroshio).

## Cladograma
| Congriscus (Jordan & Hubbs, 1925) | \| \| Congriscus maldivensis (Norman, 1939)[19] \| \| \| \| \| \| Congriscus marquesaensis (Karmóvskaia, 2004)[5] \| \| \| \| \| \| Congriscus megastomus (Günther, 1877)[20][21] \| \| \| \| |
|                                   | \| \| Congriscus maldivensis (Norman, 1939)[19] \| \| \| \| \| \| Congriscus marquesaensis (Karmóvskaia, 2004)[5] \| \| \| \| \| \| Congriscus megastomus (Günther, 1877)[20][21] \| \| \| \| |
|                                   | Acromycter (Smith & Kanazawa, 1977) |
|                                   | |
|                                   | Bassanago (Whitley, 1948) |
|                                   | |
|                                   | Bathycongrus (Ogilby, 1898) |
|                                   | |
|                                   | Bathyuroconger (Fowler, 1934) |
|                                   | |
|                                   | Blachea (Karrer & Smith, 1980) |
|                                   | |
|                                   | Castleichthys (Smith, 2004) |
|                                   | |
|                                   | Conger (Bosc, 1817) |
|                                   | |
|                                   | Congrhynchus (Fowler, 1934) |
|                                   | |
|                                   | Congrosoma (Garman, 1899) |
|                                   | |
|                                   | Diploconger (Kotthaus, 1968) |
|                                   | |
|                                   | Gnathophis (Kaup, 1860) |
|                                   | |
|                                   | Japonoconger (Asano, 1958) |
|                                   | |
|                                   | Kenyaconger (Smith & Karmóvskaia, 2003) |
|                                   | |
|                                   | Lumiconger (Castle & Paxton, 1984) |
|                                   | |
|                                   | Macrocephenchelys (Fowler, 1934) |
|                                   | |
|                                   | Poeciloconger (Günther, 1872) |
|                                   | |
|                                   | Promyllantor (Alcock, 1890) |
|                                   | |
|                                   | Pseudophichthys (Roule, 1915) |
|                                   | |
|                                   | Rhynchoconger (Jordan & Hubbs, 1925) |
|                                   | |
|                                   | Scalanago (Whitley, 1935) |
|                                   | |
|                                   | Uroconger (Kaup, 1856) |
|                                   | |
|                                   | Xenomystax (Gilbert, 1891) |
|                                   | |
|                                   | Congriscus maldivensis (Norman, 1939) |
|                                   | |
|                                   | Congriscus marquesaensis (Karmóvskaia, 2004) |
|                                   | |
|                                   | Congriscus megastomus (Günther, 1877) |
|                                   | |

|  | Congriscus maldivensis (Norman, 1939)        |
|  |                                              |
|  | Congriscus marquesaensis (Karmóvskaia, 2004) |
|  |                                              |
|  | Congriscus megastomus (Günther, 1877)        |
|  |                                              |